# Demián González
Demian Gonzalez (ur. 21 lutego 1983 w Morón) – argentyński siatkarz, grający na pozycji rozgrywającego.

## Sukcesy klubowe
Liga argentyńska:
- 2006, 2011, 2012, 2013, 2014, 2015, 2017, 2025[2]
- 2008, 2010, 2018
- 2004, 2009

Puchar Rumunii:
- 2007

Liga rumuńska:
- 2007

Puchar ACLAV:
- 2010, 2011, 2013, 2014, 2024

Klubowe Mistrzostwa Ameryki Południowej:
- 2013, 2015
- 2011, 2012, 2014
- 2010, 2022[3]

Puchar Master:
- 2011, 2012, 2014, 2015, 2024
- 2013

Klubowe Mistrzostwa Świata:
- 2014

Liga brazylijska:
- 2016, 2024[4]
- 2021

## Sukcesy reprezentacyjne
Mistrzostwa Ameryki Południowej:
- 2009

Puchar Panamerykański:
- 2010, 2015
- 2014

Igrzyska Panamerykańskie:
- 2023[5]

## Nagrody indywidualne
- 2013: MVP i najlepszy rozgrywający Klubowych Mistrzostw Ameryki Południowej
- 2014: Najlepszy rozgrywający Klubowych Mistrzostw Ameryki Południowej
- 2015: Najlepszy rozgrywający Klubowych Mistrzostw Ameryki Południowej
- 2015: Najlepszy rozgrywający Pucharu Panamerykańskiego